# Terremoto de Assam de 1950
El Terremoto del Tíbet, también conocido como el terremoto de Assam o terremoto de Medog, se produjo el 15 de agosto de 1950 y tuvo una magnitud de 8,6 Mw. El epicentro se localizó cerca de Rima, en el Tíbet, China. El terremoto fue destructivo, tanto en Assam y el Tíbet, provocó la muerte de 4.800 personas. Es el terremoto más grande registrado en tierra fuera de los océanos y mares y es el décimo terremoto más grande del siglo XX. También es el mayor terremoto conocido que no fue causado por una placa oceánica de subducción, por el contrario, este fue causado por dos placas continentales convergentes.

## Geología
En un intento por descubrir la historia sísmica del noreste de la India, varios estudios de campo se llevaron a cabo por científicos procedentes del Instituto Geofísico Nacional de Investigación Geología y del Instituto de Física de Bhubaneswardel. El estudio descubrió signos de licuefacción del suelo, incluyendo láminas y volcanes de arena en el interior de al menos doce trincheras de abanicos aluviales y en el valle del río Burhi Dihing que se formaron por la actividad sísmica pasado. La datación por radiocarbono identificó a los depósitos en cerca de 500 años de edad, que se correspondería con un terremoto registrado en 1548.

## Antecedentes

### Amenaza en el futuro
Un artículo publicado en la revista Science en respuesta al terremoto de Guyarat de 2001, calcula que el 70 por ciento del Himalaya, podría experimentar un terremoto muy potente. La predicción se hizo a partir de la investigación de los registros históricos de la zona, así como la presunción de que desde el terremoto de Medog en 1950 suficiente desplazamiento ha ocurrido para que se produzca un terremoto de gran magnitud.